# La Spezia (provins)
La Spezia är en provins i regionen Ligurien i Italien. La Spezia är huvudort i provinsen.
Provinsen bildades 1923 när distriktet Circondario di Levante och kommunerna Maissana och Varese Ligure från provinsen Genova samt Calice al Cornoviglio och Rocchetta di Vara från provinsen Massa-Carrara gick samman.

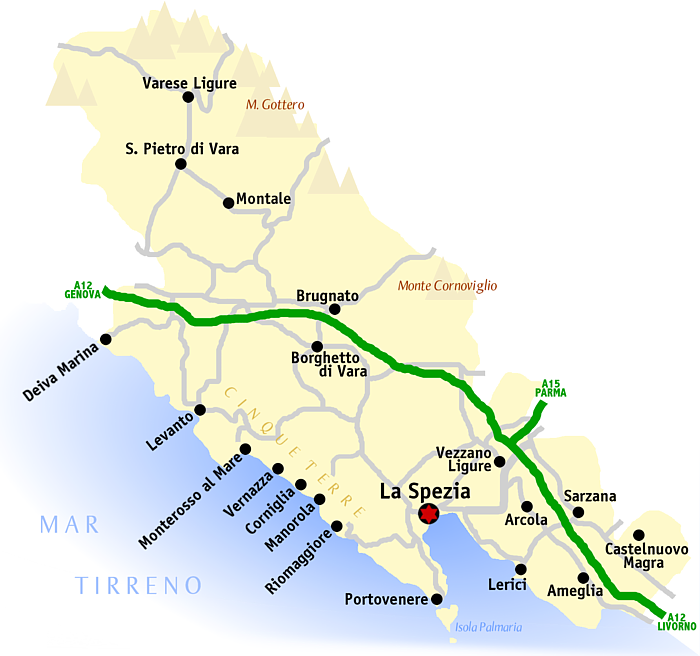
Karta över provinsen

## Världsarv i provinsen
- Porto Venere, Cinque Terre och öarna (Palmaria, Tino och Tinetto) världsarv sedan 1997.

## Administration
Provinsen La Spezia är indelad i 32 comuni (kommuner). Alla kommuner finns i lista över kommuner i provinsen La Spezia.